# Mario Scelba
Mario Scelba (né le 5 septembre 1901 à Caltagirone en Italie et décédé à Rome le 29 octobre 1991), est un homme d'État italien. Premier ministre de 1954 à 1955. Président du Parlement européen de 1969 à 1971.

## Biographie
Diplômé en droit administratif à l'Université de Rome « La Sapienza » il devient avocat. 
Membre de l'Action catholique et du Parti populaire italien, il est le secrétaire particulier de Luigi Sturzo (qui l'a baptisé) en 1921. Il affiche et des positions antifascistes et républicaines et une forte attitude anti-communiste.
Il participe à la fondation de la DC en 1941 et crée le quotidien Il Popolo.
En 1945, Mario Scelba tient le poste de Ministre des Postes et des Télécommunications dans le Gouvernement Parri et les gouvernements De Gasperi I et II.
Élu à l'Assemblée constituante en 1946, puis à la Chambre des députés de 1948 à 1968, il est ministre de l'Intérieur de tous les cabinets De Gasperi de février 1947 à juillet 1953 (Gasperi III, IV, V, VI et VII), appliquant notamment une répression aux mouvements communistes et affiliés.
Il est nommé président du conseil en février 1954, à la suite d'Amintore Fanfani. Il poursuit sa politique de l'ordre en Italie, atlantiste et européiste à l'international, mais aussi sa lutte contre l'influence communiste dans la société et l'économie italienne. Son cabinet tombe en juillet 1955.
Le PSI bloque son entrée dans le gouvernement d'Aldo Moro en 1966, du fait de son hostilité à la gauche. 
Il est sénateur de 1968 à 1979, représentant le parti Démocratie Chrétienne. Il est président du Parlement européen de 1969 à 1971.

## Autres mandats
- Président du conseil de 1954 à 1955.
- Président du Parlement européen de 1969 à 1971.